# Sergej Irtuganov
Sergej Georgievič Irtuganov (in russo: Сергей Георгиевич Иртуганов; Ul'janovsk, 10 agosto 1988) è un cosmonauta russo.
Nel 2021 venne selezionato come cosmonauta del Gruppo 18 di Roscosmos. Alla conclusione dell'addestramento generale dello spazio di due anni, pur partecipando all'esame finale, non poté ricevere la qualifica per non idoneità medica al volo spaziale. Il 30 giugno 2023 si ritirò infine dal Corpo cosmonauti per motivi medici.